# Heerenhof (Mechelen)

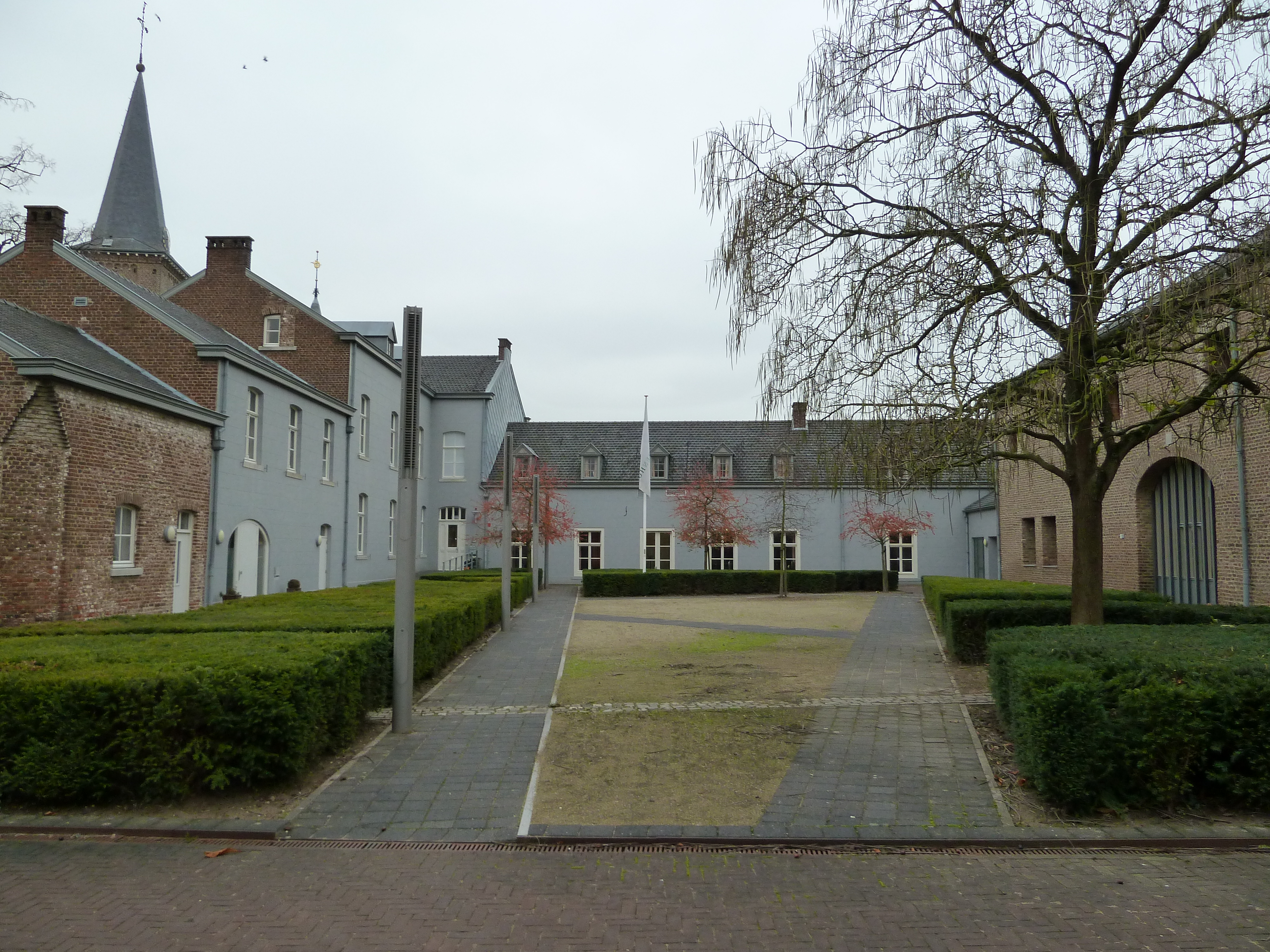
Binnenplaats

De Heerenhof is een hoeve aan de Heerenhofweg 8 te Mechelen in de Nederlandse provincie Limburg.

## Geschiedenis
Oorspronkelijk was dit de commanderij en pachthoeve van de Johannieterorde. In 1797 werd de orde opgeheven en kwam de hoeve in bezit van particulieren. In 1986 werd het gebouw in gebruik genomen als gemeentehuis van Wittem. In 1999 werd deze gemeente opgeheven, en werd de Heerenhoeve ingericht als vakantieboerderij.
De hoeve werd op 24 januari 1967 aangewezen als rijksmonument.

## Gebouw
De oorsprong van het gebouw is 12e-eeuws. Het werd echter diverse malen door brand verwoest en herbouwd. Tegenwoordig betreft het een gesloten hoeve om een binnenplaats. Het oudste deel van het huidige complex is de tiendschuur van 1754, die een gevelsteen met het wapen van commandeur Claudius Joseph Duding toont. De pachterswoning en de bebouwing aan de zuidzijde zijn eveneens 18e-eeuws. Kort na 1803 ontstonden het poortgebouw en de open schuur. In 1825 woedde een brand, waarna het noordoostelijk deel en een oostelijke poort met oude materialen werden herbouwd. Ook in 1897 woedde een brand, en daarna werd het zuidoostelijk deel herbouwd in eclectische stijl en met een torentje in neorenaissancestijl.